# 궁중잔혹사 꽃들의 전쟁
《궁중잔혹사: 꽃들의 전쟁》은 2013년 3월 23일부터 2013년 9월 8일까지 JTBC에서 방송된 주말 연속극이다.

## 줄거리
자신의 야욕을 이루기 위해 인조를 움직여 소현세자를 독살시키고 세자빈 강씨를 음해한 조선 최고의 팜므파탈 소용 조씨와 사랑과 권력을 쟁취하기 위해 스스로 악마가 되어간 왕의 여인들의 처절한 암투를 다룬 이야기

## 등장 인물
- (†) 표시는 드라마 상에서 최종적으로 사망한 인물이다.

### 주요 인물
- 김현주 : 소용 조씨 역 (†)
- 이덕화 : 인조 역 (아역 : 김태준) (†)
- 송선미 : 민회빈 강씨 역 (†)
- 정성모 : 김자점 역 (†)
- 정성운 : 소현세자 역 (†)
- 김주영 : 봉림대군 역
- 지은성 : 인평대군
- 고원희 : 장렬왕후 조씨 역
- 전태수 : 남혁 역 - 소용 조씨의 첫사랑으로 배신당해 복수하려 함.

### 왕실 인물
- 이서연 : 박숙의 역
- 이혜은 : 장귀인 역
- 연미주 : 이상궁 역[1]
- 이설 : 정난 역 - 인조의 후궁
- 민지현 : 숙의 나씨
- 이문정 : 인선왕후 역
- 이영은 : 효명옹주 역
- 오은찬 : 숭선군 역
- 최현준 : 현종 역

### 조정 인물
- 김규철 : 심기원 역 (†)
- 김종결 : 김류 역
- 한인수 : 김상헌 역
- 김하균 : 최명길 역
- 전헌태 : 구인후 역
- 미상 : 오달제 역 (†)
- 손창민 : 윤집 역 (†)
- 이두섭 : 조기 역

### 청나라 인물
- 남경읍 : 숭덕제 홍타이지 역 (†)
- 김혁 : 예친왕 도르곤 역
- 정윤석 : 순치제 푸린 역
- 김산 : 마부대 역
- 반상윤 : 용골대 역
- 조덕현 : 정명수 역
- 박혁권 : 홍능 역

### 그 외
- 정선경 : 한옥 역 - 소용 조씨의 모친
- 손병호 : 이형익 역 - 궁궐 의관. 한옥을 연모함.
- 우현 : 김인 역 - 대전 내관
- 엄유신 : 김 상궁 역 - 대전 상궁
- 류시현 : 정 상궁 역 - 중궁전 상궁
- 서이숙 : 설죽 역 - 기생
- 이설희 : 유덕 역 - 민회빈 강씨의 나인
- 정유민 : 언년 역 - 소용 조씨의 나인
- 서범식 : 김자점의 심복 역
- 최하호 : 김인의 내관 역
- 전준혁 : 경선군 역
- 장민교 : 경완군 역
- 하예겸 : 경안군 역
- 유상재 : 이시백 역
- 박규점 : 심열 역
- 김주영

## 시청률
최저 시청률과 최고 시청률은 시청률 조사회사와 지역별로 시청률에 차이가 있을 수 있습니다.
| 2013년      | 2013년      | 2013년         |
| 회차        | 방송일      | AGB닐슨 시청률 |
| ----------- | ----------- | -------------- |
| 제1회       | 3월 23일    | 2.5%           |
| 제2회       | 3월 24일    | 2.0%           |
| 제3회       | 3월 30일    | 1.8%           |
| 제4회       | 3월 31일    | 2.1%           |
| 제5회       | 4월 6일     | 2.4%           |
| 제6회       | 4월 7일     | 2.6%           |
| 제7회       | 4월 13일    | 2.1%           |
| 제8회       | 4월 14일    | 2.8%           |
| 제9회       | 4월 20일    | 2.0%           |
| 제10회      | 4월 21일    | 2.8%           |
| 제11회      | 4월 27일    | 1.8%           |
| 제12회      | 4월 28일    | 2.3%           |
| 제13회      | 5월 4일     | 2.1%           |
| 제14회      | 5월 5일     | 2.4%           |
| 제15회      | 5월 11일    | 1.9%           |
| 제16회      | 5월 12일    | 2.5%           |
| 제17회      | 5월 18일    | 1.8%           |
| 제18회      | 5월 19일    | 1.9%           |
| 제19회      | 5월 25일    | 1.7%           |
| 제20회      | 5월 26일    | 2.1%           |
| 제21회      | 6월 1일     | 1.9%           |
| 제22회      | 6월 2일     | 2.2%           |
| 제23회      | 6월 8일     | 1.8%           |
| 제24회      | 6월 9일     | 2.1%           |
| 제25회      | 6월 15일    | 1.6%           |
| 제26회      | 6월 16일    | 2.0%           |
| 제27회      | 6월 22일    | 1.9%           |
| 제28회      | 6월 23일    | 2.0%           |
| 제29회      | 6월 29일    | 1.7%           |
| 제30회      | 6월 30일    | 1.8%           |
| 제31회      | 7월 6일     | 1.8%           |
| 제32회      | 7월 7일     | 2.3%           |
| 제33회      | 7월 13일    | 1.9%           |
| 제34회      | 7월 14일    | 2.4%           |
| 제35회      | 7월 20일    | 2.6%           |
| 제36회      | 7월 21일    | 3.1%           |
| 제37회      | 7월 27일    | 1.9%           |
| 제38회      | 7월 28일    | 2.9%           |
| 제39회      | 8월 3일     | 1.9%           |
| 제40회      | 8월 4일     | 2.1%           |
| 제41회      | 8월 10일    | 1.8%           |
| 제42회      | 8월 11일    | 2.2%           |
| 제43회      | 8월 17일    | 2.0%           |
| 제44회      | 8월 18일    | 2.5%           |
| 제45회      | 8월 24일    | 2.3%           |
| 제46회      | 8월 25일    | 3.1%           |
| 제47회      | 8월 31일    | 2.4%           |
| 제48회      | 9월 1일     | 3.7%           |
| 제49회      | 9월 7일     | 3.0%           |
| 제50회      | 9월 8일     | 4.3%           |
| 평균 시청률 | 평균 시청률 | 2.2%           |

## 사건 사고
- 2013년 3월 7일: 드라마 촬영 도중 스태프 2명이 사망하는 사고로 인해 한때 촬영이 중단되었다.[2]
- 2013년 8월 9일: 전주이씨 숭선군파 종친회에서 드라마 속 효명옹주와 숭선군의 출생 과정과 신분을 비하·왜곡시켰다는 이유로 법적 대응하겠다고 하였다.[3]